# Искатели могил 2
«Искатели могил 2» (англ. Grave Encounters 2) — канадско-американский фильм ужасов Джона Поликуина. Американская премьера фильма состоялась 2 октября 2012 года. Картина является продолжением фильма «Искатели могил» 2011 года. Слоган фильма: «Страх — это просто слово. Реальность гораздо хуже» (англ. Fear is just a word. Reality is much worse). Премьера картины в России состоялась 10 января 2013 года.

## Сюжет
Фильм начинается с клипов портала YouTube. Люди дают свои отзывы о предыдущем фильме — «Искатели могил», подчёркивая, что это — самый страшный фильм. Последний клип — блогера Алекса Райта, который даёт отрицательный отзыв.
Студент по имени Тревор Томпсон находится на Хэллоуине и снимает всё на камеру. Его сосед по комнате, коллега и одноклассник Алекс, позже присоединяется к нему. Тревор говорит, что Алекс никогда не станет хорошим режиссёром. На следующее утро, оправившись от похмелья, Алекс обнаруживает, что он получил видео от пользователя Deathawaits (рус. Смерть ждёт), который прочитал его отрицательный отзыв о фильме и готов доказать, что этот фильм не фальшивка. На ролике показан Лэнс Престон (Шон Роджерсон) из «Искателей могил», одетый в больничный халат, и явно не в своём уме. Алекс же не помнит данного момента в фильме.
Deathawaits посылает географические координаты больницы (в фильме она названа Колингвудская лечебница), которая находится в Ванкувере, Канада, где снимали фильм «Искатели могил». Его друзья утверждают, что фильм — фальшивка. Алекс уговаривает своих друзей поехать туда и помочь ему найти создателей фильма.
Алекс договаривается о встрече с матерью Шона. Она говорит им, что Шон сейчас вернётся и просит подождать в его комнате, но они видят, что в комнате давно никто не живёт. Сиделка выгоняет их, говоря, что мать Шона психически больна и живёт в прошлом. Алекс снова снимает видео, дабы рассказать зрителям о результатах поездки к матери, и камера искажает его лицо, напоминая демоническое лицо из «Искателей могил», после чего камера гаснет. Принтер самовольно печатает контактные данные Джерри Хартфилда — продюсера оригинального фильма «Искатели могил».
Алекс летит в Лос-Анджелес, где Джерри снимает клип. Джерри реагирует неадекватно, когда Алекс подходит к нему, и просит охранников, чтобы они выгнали его, но позже он подходит к Алексу, когда тот уже сел в машину, чтобы договориться о встрече без камеры на следующий день в офисе Джерри. Алекс прячет камеру в рубашке. В ходе встречи Джерри говорит ему, что кадры подлинные и он подкупил семьи, чтобы те подписали договор о неразглашении. У Джерри есть стажёры, которые для прессы — продюсеры.
Алекс показывает эти кадры своим друзьям, которые в итоге соглашаются отправиться в психиатрическую больницу в Ванкувере, где они должны встретиться с Deathawaits.
Алекс, Тревор, Джаред и их одноклассницы Дженнифер Паркер и Тесса Хэмилл отправляются в психиатрическую больницу, но полицейский запрещает им въезд. Им удаётся проникнуть в больницу ночью и расставить камеры в соответствующих местах. Они начинают снимать документальный фильм для своего проекта до той поры, пока они не достигнут места, где Deathawaits должен встретиться с ними. Там они находят доску для спиритических сеансов, которая лежит на столе. Дух неизвестного говорит, что это он — Deathawaits, и на вопрос: «Что тебе от нас нужно?» он отвечает — «Снимите всё». После этого мебель разлетается к стенам, и ребята с криками убегают и запираются в комнате.
Охранник находит их и собирается арестовать. Но услышав шум на следующем этаже здания, офицер идёт наверх, чтобы узнать кто там. Ребята слышат выстрелы и следуют за охранником, но находят только его фонарик и гильзы на полу. В панике ребята решают разделиться на две группы, чтобы собрать камеры. Джаред видит, как окно открылось само по себе, как в фильме. Тот зовёт Тессу, но в следующий момент таинственная сила выкидывает его в окно и он разбивается насмерть.
В поисках выхода они видят девочку в детском отделении больницы, которая разговаривает с ними, после чего она превращается в демона и начинает их преследовать. Тесса держит дверь, чтобы девочка не добралась до них. Когда Алекс, Тревор и Дженнифер хотят вернуться к ней, они видят на своём пути внезапно материализовавшуюся стену. Тесса в панике, она ищет друзей, но вскоре двери во всём коридоре, по которому она идёт, открываются. Её убивает и утаскивает прочь невидимая сила.
Оставшиеся в живых находят полицейского, который лежит на кровати шоковой терапии. Алекс отключает машину, но офицер воспламеняется, прежде чем они освобождают его. Пытаются убежать через окно, но демоническая фигура вылезает из окна и преследует их. При выходе из больницы фигура взрывается, и ребята выбегают наружу.
Они едут обратно в отель, чтобы собрать вещи и уехать. Вызывают лифт, но когда выходят из него, то видят, что всё ещё находятся в подвале больницы. На них нападает обросший волосами человек, который ведёт их через вентиляционные отверстия, где он живёт. Алекс узнаёт в нём Лэнса Престона из оригинального фильма, который был в больнице в течение 9 лет, хотя сам Лэнс считает, что провёл в больнице лишь 9 месяцев. Лэнс ведёт их к красной двери, говоря, что выйти из здания можно только этим путём. Он использует самодельные карты, чтобы найти в больнице сумку с кусачками, которые они использовали для взлома больницы.
В то время, как другие спят, Тревор идёт в другую комнату, чтобы записать «завещание». Шон приходит и внезапно душит его, извиняясь и восклицая, что «он» заставил его это сделать. Он крадёт кусачки и идёт к красной двери, в то время как невидимая сила следует за ним с камерой. Шон наконец открывает красную дверь и понимает, что там нет портала. Он идёт в комнату больного с надписями. Здание «сообщает» ему, что он может быть освобождён, если закончит фильм, поэтому он должен собрать плёнки.
Алекс и Дженнифер используют карту, которую Шон оставил им, чтобы его найти. Путь ведёт через хирургическое отделение, к которому Шон сказал не приближаться. Они прячутся в аптечке, где смотрят, как медсестры и доктор Фридкин делают лоботомию пациенту. Доктор приносит в жертву новорождённого ребёнка для завершения демонических ритуалов. Внезапно перед аптечкой появляется медсестра с искажённым лицом, и Алекс с Дженнифер убегают.
Они находят красную дверь и видят Шона, который стоит в окружении камер, «плавающих» по воздуху. Шон просит их отдать ему плёнки, чтобы он мог быть освобождён. После драки в стене открывается чёрная дыра и засасывает Шона. Алекс убивает Дженнифер, так как выйти из больницы может только один. Алекс говорит, что закончит фильм о больнице. Он собирает камеры в сумку, открывает красную дверь и выходит в какое-то поле. Обернувшись, он видит, как дверь разваливается.
Полиция арестовывает человека, который был замечен медленно идущим по дороге с сумкой. Это — Алекс с камерами. Фильм заканчивается в Лос-Анджелесе во время интервью Джерри и Алекса о новом фильме «Искатели могил 2», и на этот раз Джерри подчёркивает, что всё это — фальшивка. Алекс предупреждает, чтобы никто не ходил в эту больницу. На экране мигают координаты больницы (49 14 122 48). После титров идёт небольшой разговор Тессы и Дженнифер о Хэллоуине, где Алекс напился; это подтверждает тот факт, что все события в больнице, снятые Алексом для Джерри, были реальными.

## В ролях
| Актёр                | Роль              |
| -------------------- | ----------------- |
| Ричард Хармон        | Алекс Райт        |
| Стефани Беннетт      | Тесса Хэмилл      |
| Хоуи Лаи             | Джаред Ли         |
| Лиэнн Лэпп           | Дженнифер Паркер  |
| Дилан Плейфейр       | Тревор Томпсон    |
| Шон Роджерсон        | Лэнс Престон      |
| Джеффри Бауэр-Чепман | парень на YouTube |
| Риз Александр        | полицейский       |
| Мишель Нил           | полицейский       |
| Далила Бела          | Кейтлин           |